# プリスカ (小惑星)
プリスカ (997 Priska) は、小惑星帯に位置する小惑星である。
カール・ラインムートがハイデルベルクで発見した。ベネディクト修道院の創立者である聖プリスカ（エステの聖女ベアトリス）にちなんで命名された。